# Ormos Jenő
Ormos Jenő (Hódmezővásárhely, 1922. december 21. – Szeged, 2019. február 26.) magyar orvos, patológus, urológus, egyetemi tanár; az orvostudományok kandidátusa (1963), az orvostudományok doktora (1981).

## Életútja
Ormos Pál (1894–1970) és Fülöp Ilona (1898–1970) orvosszülők fiaként született. Apai nagyapja Ormos Jenő (1854–1915) ügyvéd. 1946-ban a Szegedi Tudományegyetem Orvostudományi Karán szerzett diplomát. 1946-tól a Szegedi Egyetem Pathológiai Intézetének munkatársa volt. 1947-től tanársegédként dolgozott. 1947-től a Magyar Pathológusok Társasága tagja, 1960–1995 között vezetőségi tagja, 1964–1966 között elnöke, 1966-tól örökös tiszteletbeli vezetőségi tagja volt. 1950-től egyetemi adjunktus, 1954-től kórházi főorvos volt. 1955-től egyetemi docens, 1963-tól egyetemi tanárként tevékenykedett. 1962–1963 között megbízott tanszékvezető egyetemi tanár volt. 1963–1992 között tanszékvezető egyetemi tanár volt. 1968–1974 között a SZEOL Evezős Szakosztály elnöke volt. 1969–1973 között oktatási rektorhelyettesként is tevékenykedett. 1992–1993 között az intézet megbízott vezetője volt. 1992-ben nyugdíjba vonult; emeritus professzori címmel. 1996–2000 között és 2001–2004 között a Magyarországi Unitárius Egyház Főtanácsi tagja volt.
Kutatási területe a vesepatológia, az elektronmikroszkóp alkalmazása a kórszövettanban. Tanulmányútjai során megfordult Németországban, Lengyelországban, Nagy-Britanniában, Egyiptomban és Kubában is. Tagja volt a Magyar Nefrológusok Társaságának, a Magyar Urológusok Társaságának, a Magyar Onkológusok Társaságának, az International Academy of Pathology-nak, a European Society of Pathology-nak és a Német Patológus Társaságnak.

## Művei
- A csontok és ízületek kórbonctana; Szegedi Orvostudományi Egyetem, Általános Orvosi Kar, Szeged, 1975
- A cardiovascularis rendszer kórbonctana; Orvostudományi Egyetem, Szeged, 1975
- A vese és a húgyutak patológiája; SZOTE, Szeged, 1987
- A rák aetiologiája; SZOTE, Szeged, 1987
- Visszaemlékezések; szerzői, Budapest, 2008

## Díjai, elismerései
- Kiváló Orvos (1980)
- Baló József-emlékérem (1984)
- Jancsó Miklós-emlékérem (1989)
- Genersich Antal-díj (1992)
- Pro Sanitate Emlékérem (1992)
- Romhányi György-emlékérem (1995)
- A Magyar Köztársasági Érdemrend lovagkeresztje (2009)

## Származása
| Ormos Jenő (Hódmezővásárhely, 1922. dec. 21.– Szeged, 2019. febr. 26.) | Apja: Ormos Pál (Hódmezővásárhely, 1894. máj. 15.– Hódmezővásárhely, 1970. júl. 8.) orvos | Apai nagyapja: Ormos Jenő (1876-ig Spitzer) (Hódmezővásárhely, 1854. dec. 1.– Hódmezővásárhely, 1915. jún. 9.) ügyvéd | Apai nagyapai dédapja: Spitzer Herman (–1891. máj. 8.) haszonbérlő |
| Ormos Jenő (Hódmezővásárhely, 1922. dec. 21.– Szeged, 2019. febr. 26.) | Apja: Ormos Pál (Hódmezővásárhely, 1894. máj. 15.– Hódmezővásárhely, 1970. júl. 8.) orvos | Apai nagyapja: Ormos Jenő (1876-ig Spitzer) (Hódmezővásárhely, 1854. dec. 1.– Hódmezővásárhely, 1915. jún. 9.) ügyvéd | Apai nagyapai dédanyja: Czukor Betti Czukor Izrael lánya           |
| Ormos Jenő (Hódmezővásárhely, 1922. dec. 21.– Szeged, 2019. febr. 26.) | Apja: Ormos Pál (Hódmezővásárhely, 1894. máj. 15.– Hódmezővásárhely, 1970. júl. 8.) orvos | Apai nagyanyja: Heksch Fanni (1867– Hódmezővásárhely, 1894. máj. 30.) tanítónő                                        | Apai nagyanyai dédapja: n. a.                                      |
| Ormos Jenő (Hódmezővásárhely, 1922. dec. 21.– Szeged, 2019. febr. 26.) | Apja: Ormos Pál (Hódmezővásárhely, 1894. máj. 15.– Hódmezővásárhely, 1970. júl. 8.) orvos | Apai nagyanyja: Heksch Fanni (1867– Hódmezővásárhely, 1894. máj. 30.) tanítónő                                        | Apai nagyanyai dédanyja: n. a.                                     |
| Ormos Jenő (Hódmezővásárhely, 1922. dec. 21.– Szeged, 2019. febr. 26.) | Anyja: Fülöp Ilona (Budapest, 1898. jún. 17.– Hódmezővásárhely, 1970. aug. 11) orvos      | Anyai nagyapja: Fülöp Béla (Mágocs, 1863. máj. 13.– Hódmezővásárhely, 1934. nov. 7.) takarékpénztári vezérigazgató    | Anyai nagyapai dédapja: Fülöp Mihály                               |
| Ormos Jenő (Hódmezővásárhely, 1922. dec. 21.– Szeged, 2019. febr. 26.) | Anyja: Fülöp Ilona (Budapest, 1898. jún. 17.– Hódmezővásárhely, 1970. aug. 11) orvos      | Anyai nagyapja: Fülöp Béla (Mágocs, 1863. máj. 13.– Hódmezővásárhely, 1934. nov. 7.) takarékpénztári vezérigazgató    | Anyai nagyapai dédanyja: Köth Vilma                                |
| Ormos Jenő (Hódmezővásárhely, 1922. dec. 21.– Szeged, 2019. febr. 26.) | Anyja: Fülöp Ilona (Budapest, 1898. jún. 17.– Hódmezővásárhely, 1970. aug. 11) orvos      | Anyai nagyanyja: Marton Ilka (1875. jan. 26.–?)                                                                       | Anyai nagyanyai dédapja: Marton Alajos (–1912. márc. 8.) kereskedő |
| Ormos Jenő (Hódmezővásárhely, 1922. dec. 21.– Szeged, 2019. febr. 26.) | Anyja: Fülöp Ilona (Budapest, 1898. jún. 17.– Hódmezővásárhely, 1970. aug. 11) orvos      | Anyai nagyanyja: Marton Ilka (1875. jan. 26.–?)                                                                       | Anyai nagyanyai dédanyja: Sárkány Ilka                             |